# Кочорашвили, Георгий
Гео́ргий Кочорашви́ли (груз. გიორგი ქოჩორაშვილი; 29 июня 1999, Тбилиси, Грузия) — грузинский футболист, полузащитник лиссабонского «Спортинга» и сборной Грузии. Участник чемпионата Европы 2024.

## Биография

### Клубная карьера
Профессиональную карьеру начал в составе клуба «Сабуртало», за который в июле 2017 года сыграл 2 матча в чемпионате Грузии. В августе того же года он был отдан в аренду на два года в клуб испанской Сегунды Б «Пералада», но за основную команду отыграл только один сезон 2018/19. Летом 2019 года подписал контракт с клубом Леванте, за фарм-клуб которого продолжил выступать в Сегунде Б.
В апреле 2025 года подписал контракт с лиссабонским "Спортингом". По информации портала Transfermarkt, "Спортинг" заплатил за Кочорашвили 5,5 миллиона евро.

### Карьера в сборной
В составе юношеской сборной (до 19 лет) принимал участие в домашнем для Грузии чемпионате Европы 2017 года, где сыграл во всех трёх матчах группового этапа.